# 552年
| 千纪： | 1千纪 |
| 世纪： | 5世纪 \| 6世纪 \| 7世纪                                                                                            |
| 年代： | 520年代 \| 530年代 \| 540年代 \| 550年代 \| 560年代 \| 570年代 \| 580年代                                          |
| 年份： | 547年 \| 548年 \| 549年 \| 550年 \| 551年 \| 552年 \| 553年 \| 554年 \| 555年 \| 556年 \| 557年                    |
| 纪年： | 壬申年（猴年）；南朝梁承聖元年；高昌和平二年；西魏废帝元年；北齊天保三年；侯景太始二年；萧纪天正元年；新罗開國二年 |

## 大事记
- 侯景被陳霸先、王僧辯所擊敗，逃亡過程被部下羊鵾所殺。
- 阿史那氏的土門東征，殺死柔然首領阿那瓌，自稱伊利可汗，建立突厥汗國，成為蒙古高原新主，突厥脫離柔然完成統一。
- 百濟聖王派遣使團出使日本，向欽明天皇送釋迦佛金銅像一尊、幡蓋若干以及經論若干卷，是為佛教傳入日本之始。
- 7月1日——東哥特王國國王托提拉在與拜占庭帝國的哥德戰爭中戰死。

## 逝世
- 阿那瓌，蒙古高原一帶柔然的君主。
- 元善見，魏孝靜帝，魏孝文帝元宏曾孫，南北朝時期東魏（534年－550年）唯一一代皇帝。
- 蕭棟，南朝梁的第三代皇帝，昭明太子蕭統之孫，豫章王蕭歡之子，史稱梁少帝、豫章王。
- 侯景，南北朝侯景之亂的主角。 
  - 7月1日——托提拉，541年至552年東哥德王國倒數第二任國王。